# Jude Bellingham
Pour les articles homonymes, voir Bellingham.
Jude Bellingham, né le 29 juin 2003 à Stourbridge (Angleterre), est un footballeur international anglais qui évolue au poste de milieu de terrain au Real Madrid.
Il commence sa carrière professionnelle au Birmingham City FC avant de rejoindre le Borussia Dortmund pour une somme avoisinant les 25 millions d’euros. À Dortmund, il s'impose rapidement comme un titulaire indiscutable, notamment en Ligue des champions où il se distingue en devenant le deuxième plus jeune joueur à marquer en phase finale de la compétition. Le 29 mai 2023, il est élu meilleur joueur de la saison 2022-2023 du championnat d'Allemagne.
Le 7 juin 2023, le Real Madrid annonce l'arrivée de Jude Bellingham, où il marquera lors de sa première titularisation en championnat. Il fera parler de lui par ses performances en début de saison et fera statistiquement un meilleur début avec la Casa Blanca que Cristiano Ronaldo. Il inscrira des buts importants pour son équipe dont un doublé lors de son premier Clásico contre le FC Barcelone. Ses performances au cours de la saison lui vaudront le trophée Kopa et son début de saison en championnat, qui marquera les esprits, lui vaut le titre de meilleur joueur du championnat d'Espagne du mois d'octobre 2023. En décembre 2023, il est élu Golden Boy, trophée distinguant le meilleur jeune joueur de moins de 21 ans.
En sélection nationale, Jude Bellingham a gravi les échelons des équipes de jeunes avant de s'illustrer avec l'équipe d'Angleterre où il est convoqué depuis 2020.

## Biographie

### En club

#### Révélation à Birmingham City (2010-2020)
Né le 29 juin 2003 à Stourbridge, dans le comté des Midlands de l'Ouest, en Angleterre, Jude Victor William Bellingham rejoint l'académie de Birmingham City à ses trois ans.
À tout juste seize ans, il fait sa première saison en professionnel, se taillant même une place de titulaire avec Birmingham City au fil de la saison 2019-2020. Son entraîneur, Pep Clotet, le fait jouer à différents postes, que ce soit sur les ailes, en soutien de l'avant-centre ou attaquant de pointe. Dès le mois de janvier 2020, son nom est associé à plusieurs clubs majeurs anglais comme Chelsea ou Manchester United pour un futur transfert. Le 8 mai 2020, il est inclus dans le top 50 des meilleurs jeunes au niveau mondial par le site spécialisé Football Talent Scout.
À la suite de son départ en Allemagne, le club du Birmingham City FC décide de retirer le numéro 22 qu'il portait, pour inspirer les générations futures, à la suite de sa saison hors norme (44 matchs à tout juste 16 ans) où il aura permis à son équipe de se maintenir en Championship,.

#### Confirmation au Borussia Dortmund (2020-2023)
Le 20 juillet 2020, Jude Bellingham rejoint le Borussia Dortmund pour une somme avoisinant les 25 millions d’euros,.
En faisant ses premiers pas en Bundesliga, Jude Bellingham se place dans le top 10 des plus jeunes joueurs à participer à la compétition. Lors de cette saison 2020-2021, il s'impose comme un titulaire indiscutable avec le Borussia Dortmund, notamment en Ligue des champions où son équipe élimine le Séville FC en huitième de finale. En championnat, l'équipe du Borussen connaît plus de difficultés, loin de la course au titre, elle lutte encore au printemps pour la qualification en C1 2021-2022. Jude Bellingham doit ainsi notamment faire face à des abus racistes sur les réseaux sociaux, entraînant des réactions autant dans son club qu'au niveau de la fédération anglaise,. Le 10 avril 2021, il inscrit son premier but avec son club, lors d'un match de championnat face au VfB Stuttgart. Alors que son équipe est menée d'un but il égalise après la mi-temps, et le Borussia Dortmund s'impose finalement grâce à un but en fin de match d'Ansgar Knauff (2-3). Quatre jours plus tard, il marque son premier but en Ligue des champions lors des quarts de finales contre Manchester City en ouvrant le score. Son équipe s'incline toutefois par deux buts à un et est éliminée de la compétition. Cette réalisation fait de lui le deuxième plus jeune joueur à inscrire un but en phase finale de la compétition, à 17 ans et 217 jours. Seul Bojan Krkić le devance dans ce classement.
Le 29 mai 2023, Jude Bellingham est élu meilleur joueur de la saison 2022-2023 du championnat d'Allemagne,,,. Lors de cette saison, Bellingham et le Borussia Dortmund sont à la lutte pour le titre national avec le Bayern Munich jusqu'à la dernière journée. Ce sont les Bavarois qui l'emportent en profitant du nul concédé par Dortmund à domicile contre le 1. FSV Mayence 05 (2-2). Une blessure à un genou empêche Bellingham de participer à cette rencontre. Il est capitaine à quatre reprises durant la saison.

#### Transfert au Real Madrid (depuis 2023)

##### Saison 2023-2024
Le 7 juin 2023, le Borussia Dortmund officialise le départ de Jude Bellingham au Real Madrid,, annonce officiellement l'arrivée du joueur sept jours après,. Il paraphe un contrat de six ans jusqu'en 2029,. L'indemnité de transfert est estimée à 103 millions d’euros avec des bonus qui pourront atteindre jusqu'à 30 % du montant du transfert,. Il prend le no 5en référence à son idole, Zinédine Zidane, qui l’a porté durant son passage au club de 2001 jusqu’à sa retraite en 2006.
Ses débuts sous la tunique blanche sont tonitruants. Dans un milieu de terrain en losange au sein d'un système en 4-4-2, il est placé sur la pointe haute du losange, juste derrière les deux attaquants, ce qui lui permet de mettre ses capacités en valeur.
Le 12 août 2023, lors de la première journée de championnat, en déplacement sur la pelouse de l'Athletic Club, il marque son premier but en reprenant du pied droit un corner tiré sur sa gauche par David Alaba pour une victoire (0-2). Lors de la deuxième journée, le 19 août 2023, sur la pelouse de l'UD Almería, il marque un doublé et délivre une passe décisive pour Vinícius Júnior pour une victoire (1-3). Le 25 août 2023, lors du troisième match, un nouveau déplacement, cette fois-ci sur la pelouse du Celta Vigo, il sauve son équipe d’un faux pas en marquant à la 85e minute une tête sur corner sur une remise astucieuse de Joselu pour une victoire (0-1).
Le 2 septembre 2023, au cours de la quatrième journée, cette fois-ci la première à domicile dans un stade Santiago-Bernabéu quasiment achevé, il marque le but de la victoire (2-1) au bout du temps additionnel contre le Getafe CF après que la Casa Blanca ait encaissé le premier but. Au retour de la trêve, il reste muet durant la cinquième journée de Liga contre la Real Sociedad malgré la victoire (2-1) de son équipe. Lors de la première journée de la Ligue des champions, il marque le but de la victoire contre le 1. FC Union Berlin, dans le temps additionnel, donnant les trois précieux premiers points à son équipe. Il reste cependant muet durant le derby madrilène contre l’Atlético de Madrid, lors de la débâcle des Merengues (3-1) à l'Estadio Metropolitano durant la sixième journée de championnat. Il est laissé au repos trois jours plus tard lors de la réception de l’UD Las Palmas, néanmoins la Casa Blanca va s’imposer (2-0) grâce à Brahim Díaz et Joselu. Le 30 septembre 2023, lors de la huitième journée sur le terrain du Girona FC, il délivre une passe décisive en extérieur du pied pour Joselu et marque le troisième but de son équipe pour une victoire (0-3).
Le 3 octobre 2023, lors de la deuxième journée de la Ligue des champions, en déplacement sur la pelouse du SSC Napoli, il délivre une passe décisive pour Vinícius Júnior, avant de marquer un but somptueux, se concluant par une victoire (2-3) des Vikingos. Le 7 octobre 2023, lors de la neuvième journée de championnat, pour la réception du CA Osasuna, il inscrit un nouveau doublé, sur des passes décisives de Dani Carvajal et de Federico Valverde, pour une victoire (4-0). Ses débuts sont meilleurs d’un point de vue comptable que ceux de Cristiano Ronaldo avec le Real Madrid. Le 28 octobre 2023, il inscrit un doublé lors de son premier Clásico contre le FC Barcelone permettant aux siens de remporter la rencontre (1-2). À l'issue de ce match, la réaction du commentateur qui contracte le mot « goal » et « Bellingham » en « Belligoal » devient viral sur les réseaux sociaux, popularisant un peu plus sa célébration de but le visage fermé avec les bras ouvert face au public. Le 30 octobre 2023, il reçoit le trophée Kopa lors de la cérémonie du Ballon d'or. Il remporte également le trophée de meilleur joueur de LaLiga d'octobre. Le 4 décembre 2023, il est élu Golden Boy, prix attribué au meilleur jeune de moins de 21 ans par le journal italien Tuttosport depuis 20 ans. Depuis son transfert au Real Madrid, Jude Bellingham à inscrit 23 buts et a adressé 13 passes décisives en 42 matchs. Le 1er juin 2024, il remporte sa première Ligue des champions au Wembley Stadium face à son ancien club, le Borussia Dortmund, sur le score de deux buts à zéro,.

##### Saison 2024-2025
Le 14 août 2024, il est nommé Joueur du Match lors de la finale de la Supercoupe de l'UEFA remportée par le Real Madrid face à l'Atalanta Bergame (2-0),. Neuf jours plus tard, il se blesse au muscle plantaire droit, ce qui le contraint à plusieurs semaines d'absence. Lors de son retour à la compétition, Jude Bellingham voit son positionnement sur le terrain être modifié par rapport à la saison précédente et se situe désormais davantage en retrait, permettant ainsi à son équipe d'intégrer dans son trio d'attaque la recrue Kylian Mbappé.
Le 9 juillet 2025, il dispute son 100e match sous le maillot des Merengues lors des demi-finales de la Coupe du monde des clubs de la FIFA face au Paris Saint-Germain (défaite, 4-0),. Le 16 juillet, le Real Madrid annonce que Jude Bellingham a été opéré avec succès à Londres d'une luxation récurrente de l’épaule gauche et qu'il entame une période de rééducation avant de reprendre la compétition,. Son absence des terrains est estimée de deux à trois mois,.

### En sélection nationale

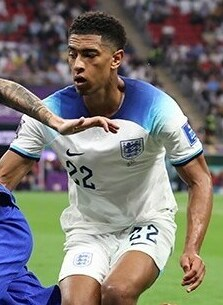
Jude Bellingham avec l'équipe d'Angleterre pendant la Coupe du monde 2022.

Déjà international avec les moins de 15 et 16 ans, Jude Bellingham devient international avec les moins de 17 ans contre l'équipe de Finlande le 6 septembre 2019, portant ensuite le brassard de capitaine dès sa deuxième sélection avec les Anglais.
Le 4 septembre 2020, il connaît sa première sélection avec l'équipe d'Angleterre espoirs en entrant à l'heure de jeu contre le Kosovo, alors qu'il est âgé de dix-sept ans. Il se distingue en inscrivant le dernier but de son équipe, qui l'emporte 6-0.
Deux mois plus tard, le 12 novembre 2020, il honore sa première sélection avec l'équipe A d'Angleterre en entrant en cours de jeu contre l'Irlande (victoire 3-0). Alors âgé de 17 ans et 136 jours, il devient le troisième plus jeune joueur à faire ses débuts sous le maillot de l'Angleterre après Wayne Rooney (17 ans et 111 jours) et Theo Walcott (17 ans et 75 jours).
Le 25 mai 2021 Jude Bellingham figure dans la pré-liste des 33 joueurs anglais pour participer à l'Euro 2020 avant d'être retenu dans la liste finale des 26. Le 13 juin 2021, en entrant sur le terrain à la 82e minute du match de l’Euro 2020 opposant l'Angleterre à la Croatie, il devient le plus jeune joueur de l'histoire à participer à un Euro, à l'âge de 17 ans, 11 mois et 14 jours. Son record ne tiendra pas longtemps, puisque Kacper Kozłowski le battra 6 jours plus tard, avec des débuts à 17 ans, 8 mois et 3 jours.
Le 10 novembre 2022, il est sélectionné par Gareth Southgate pour participer à la Coupe du monde 2022 disputée au Qatar. Titulaire toute la compétition, Jude Bellingham inscrit un but lors du premier match de groupe face à l'Iran (victoire 6-2). L'Angleterre atteint les quarts de finale où elle est éliminée par la France (2-1).
En juin 2024, il fait partie de la liste des 26 joueurs convoqués par Gareth Southgate pour disputer l'Euro 2024. Le 16 juin, lors du premier match de poules face à la Serbie, il inscrit l'unique but de la rencontre permettant aux Three Lions de s'imposer 1-0. Le 30 juin, lors du huitième de finale face à la Slovaquie, il inscrit son deuxième but dans la compétition en égalisant au bout du temps additionnel d'un retourné acrobatique. Ce but envoie les Three Lions en prolongations, à l'issue desquelles ils s'imposent sur le score final de 2-1.

## En dehors du football

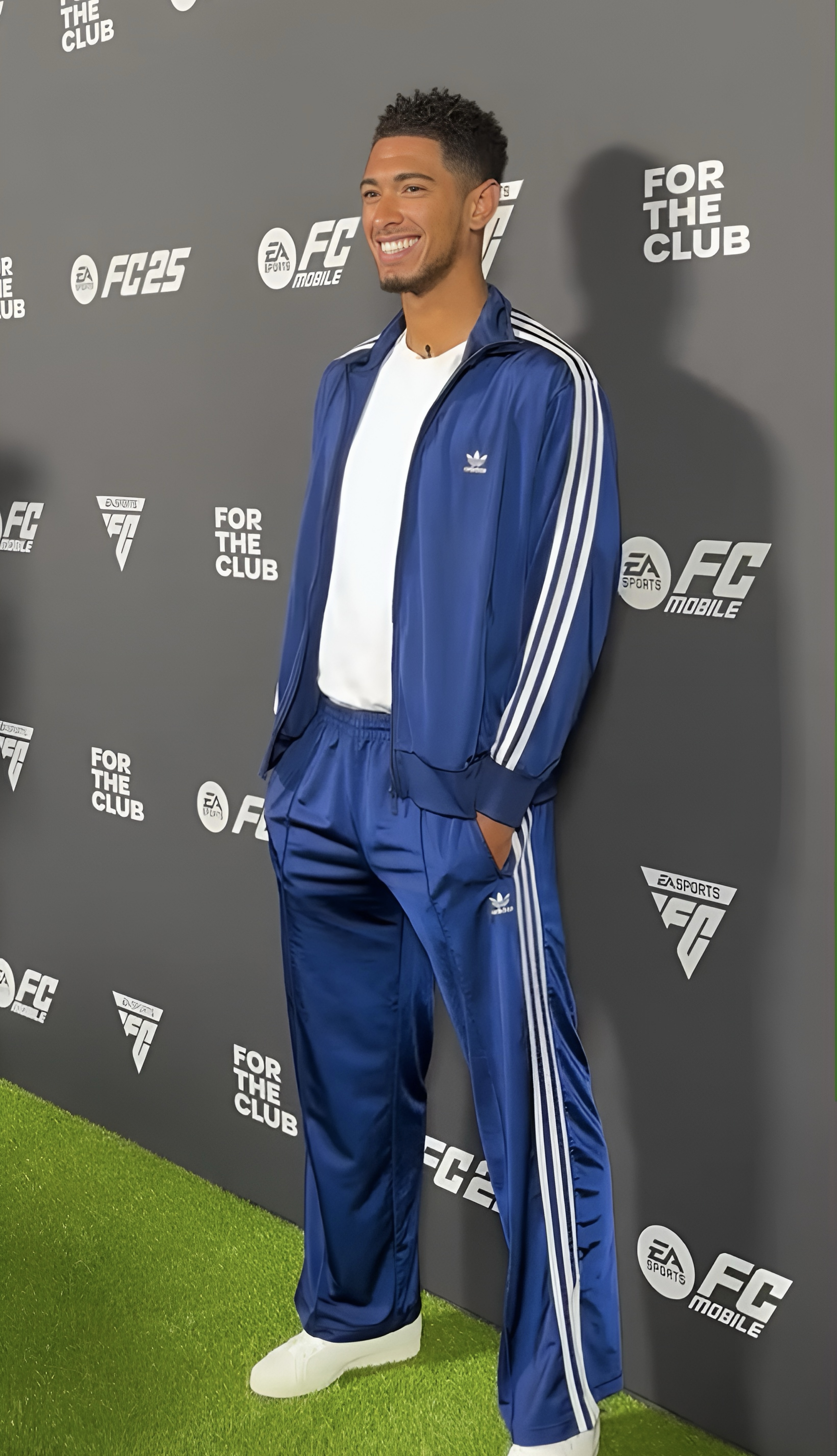
Bellingham lors de l’événement de lancement de EA Sports FC 25 en septembre 2024

En mai 2024, Jude Bellingham signe un contrat pluriannuel avec la boisson sportive Lucozade devenant le visage de la campagne télévisée de plusieurs millions de livres de la marque. En juin 2024, il apparaît dans la campagne de la marque de vêtements gainants et de prêt-à-porter Skims de Kim Kardashian ; la séance photo montrait Jude Bellingham posant en sous-vêtements pour hommes.
Le même mois, Adidas lance la toute première collection signature de Jude Bellingham, comprenant un maillot, un survêtement, un t-shirt ringer et un short, tous ornés du logo monogramme JB. En août 2024, Louis Vuitton le nomme « Ami de la Maison », annonçant leur partenariat. En septembre 2024, il lance sa chaîne officielle sur YouTube avec un documentaire en coulisses sur sa première année en Espagne. En décembre 2024, il apparaît dans le documentaire d’Adidas intitulé « Under the Tongue ».

## Statistiques

### En club
| Saison                | Club                  | Championnat           | Championnat | Championnat | Championnat | Coupe nationale | Coupe nationale | Coupe nationale | Coupe de la Ligue | Coupe de la Ligue | Coupe de la Ligue | Supercoupe | Supercoupe | Supercoupe | Compétition(s) continentale(s) | Compétition(s) continentale(s) | Compétition(s) continentale(s) | Compétition(s) continentale(s) | Supercoupe UEFA | Supercoupe UEFA | Supercoupe UEFA | Autres compétitions | Autres compétitions | Autres compétitions | Autres compétitions | Total | Total | Total |
| Saison                | Club                  | Division              | M.          | B.          | P.d.        | M.              | B.              | P.d.            | M.                | B.                | P.d.              | M.         | B.         | P.d.       | Comp.                          | M.                             | B.                             | P.d.                           | M.              | B.              | P.d.            | Comp.               | M.                  | B.                  | P.d.                | M.    | B.    | P.d.  |
| 2019-2020             | Birmingham City       | Championship          | 41          | 4           | 2           | 2               | 0               | 0               | 1                 | 0                 | 0                 | -          | -          | -          | -                              | -                              | -                              | -                              | -               | -               | -               | -                   | -                   | -                   | -                   | 44    | 4     | 2     |
| 2020-2021             | Borussia Dortmund     | Bundesliga            | 29          | 1           | 3           | 6               | 2               | 0               | -                 | -                 | -                 | 1          | 0          | 0          | C1                             | 10                             | 1                              | 1                              | -               | -               | -               | -                   | -                   | -                   | -                   | 46    | 4     | 4     |
| 2021-2022             | Borussia Dortmund     | Bundesliga            | 32          | 3           | 8           | 3               | 0               | 0               | -                 | -                 | -                 | 1          | 0          | 1          | C1+C3                          | 6+2                            | 1+2                            | 3+1                            | -               | -               | -               | -                   | -                   | -                   | -                   | 44    | 6     | 13    |
| 2022-2023             | Borussia Dortmund     | Bundesliga            | 31          | 8           | 4           | 4               | 2               | 1               | -                 | -                 | -                 | -          | -          | -          | C1                             | 7                              | 4                              | 1                              | -               | -               | -               | -                   | -                   | -                   | -                   | 42    | 14    | 6     |
| Sous-total            | Sous-total            | Sous-total            | 92          | 12          | 15          | 13              | 4               | 1               | -                 | -                 | -                 | 2          | 0          | 1          | -                              | 25                             | 8                              | 6                              | -               | -               | -               | -                   | -                   | -                   | -                   | 132   | 24    | 23    |
| 2023-2024             | Real Madrid           | La Liga               | 28          | 19          | 6           | 1               | 0               | 1               | -                 | -                 | -                 | 2          | 0          | 1          | C1                             | 11                             | 4                              | 5                              | -               | -               | -               | -                   | -                   | -                   | -                   | 42    | 23    | 13    |
| 2024-2025             | Real Madrid           | La Liga               | 31          | 9           | 8           | 4               | 1               | 1               | -                 | -                 | -                 | 2          | 1          | 0          | C1                             | 13                             | 3                              | 3                              | 1               | 0               | 1               | CIC+CMC             | 1+6                 | 0+1                 | 0+1                 | 58    | 15    | 14    |
| Sous-total            | Sous-total            | Sous-total            | 59          | 28          | 14          | 5               | 1               | 2               | 0                 | 0                 | 0                 | 4          | 1          | 1          | -                              | 24                             | 7                              | 8                              | 1               | 0               | 1               | -                   | 7                   | 1                   | 1                   | 100   | 38    | 27    |
| Total sur la carrière | Total sur la carrière | Total sur la carrière | 192         | 44          | 29          | 20              | 5               | 3               | 1                 | 0                 | 0                 | 6          | 1          | 2          | -                              | 49                             | 15                             | 14                             | 1               | 0               | 1               | -                   | 7                   | 1                   | 1                   | 276   | 66    | 50    |

### En sélection nationale
| Saison                | Sélection             | Phases finales        | Phases finales | Phases finales | Phases finales | Éliminatoires CDM | Éliminatoires CDM | Éliminatoires CDM | Éliminatoires EURO | Éliminatoires EURO | Éliminatoires EURO | Ligue Nations UEFA | Ligue Nations UEFA | Ligue Nations UEFA | Matchs amicaux | Matchs amicaux | Matchs amicaux | Total | Total | Total |
| Saison                | Sélection             | Compétition           | M              | B              | Pd             | M                 | B                 | Pd                | M                  | B                  | Pd                 | M                  | B                  | Pd                 | M              | B              | Pd             | M     | B     | Pd    |
| --------------------- | --------------------- | --------------------- | -------------- | -------------- | -------------- | ----------------- | ----------------- | ----------------- | ------------------ | ------------------ | ------------------ | ------------------ | ------------------ | ------------------ | -------------- | -------------- | -------------- | ----- | ----- | ----- |
| 2020-2021             | Angleterre            | Euro 2020             | 3              | 0              | 0              | 1                 | 0                 | 0                 | -                  | -                  | -                  | 0                  | 0                  | 0                  | 3              | 0              | 0              | 7     | 0     | 0     |
| 2021-2022             | Angleterre            | -                     | -              | -              | -              | 3                 | 0                 | 0                 | -                  | -                  | -                  | 3                  | 0                  | 0                  | 2              | 0              | 0              | 8     | 0     | 0     |
| 2022-2023             | Angleterre            | Coupe du monde 2022   | 5              | 1              | 1              | -                 | -                 | -                 | 2                  | 0                  | 0                  | 2                  | 0                  | 0                  | -              | -              | -              | 9     | 1     | 1     |
| 2023-2024             | Angleterre            | Euro 2024             | 7              | 2              | 1              | -                 | -                 | -                 | 2                  | 0                  | 1                  | -                  | -                  | -                  | 3              | 2              | 1              | 12    | 4     | 3     |
| 2024-2025             | Angleterre            | -                     | -              | -              | -              | 3                 | 0                 | 1                 | -                  | -                  | -                  | 4                  | 1                  | 2                  | 1              | 0              | 0              | 8     | 1     | 3     |
| Total sur la carrière | Total sur la carrière | Total sur la carrière | 15             | 3              | 2              | 7                 | 0                 | 1                 | 4                  | 0                  | 1                  | 9                  | 1                  | 2                  | 9              | 2              | 1              | 44    | 6     | 7     |

### Buts internationaux
| Buts internationaux de Jude Bellingham | Buts internationaux de Jude Bellingham | Buts internationaux de Jude Bellingham     | Buts internationaux de Jude Bellingham | Buts internationaux de Jude Bellingham | Buts internationaux de Jude Bellingham | Buts internationaux de Jude Bellingham | Buts internationaux de Jude Bellingham | Buts internationaux de Jude Bellingham |
|                                        | Date                                   | Lieu                                       | Adversaire                             | Résultat                               | Compétition                            | Notes                                  | Notes                                  | Sel.                                   |
| -------------------------------------- | -------------------------------------- | ------------------------------------------ | -------------------------------------- | -------------------------------------- | -------------------------------------- | -------------------------------------- | -------------------------------------- | -------------------------------------- |
| 1.                                     | 21 novembre 2022                       | Khalifa International Stadium, Qatar, Doha | Iran                                   | 6 - 2                                  | Coupe du monde 2022                    | 1 - 0                                  | 35e de la tête                         | 18e                                    |
| 2.                                     | 12 septembre 2023                      | Hampden Park, Glasgow, Ecosse              | Écosse                                 | 1 - 3                                  | Match amical                           | 0 - 2                                  | 35e du pied droit                      | 26e                                    |
| 3.                                     | 26 mars 2024                           | Wembley Stadium, Londres, Angleterre       | Belgique                               | 2 - 2                                  | Match amical                           | 2 - 2                                  | 90+5e du pied droit                    | 29e                                    |
| 4.                                     | 16 juin 2024                           | Veltins-Arena, Gelsenkirchen, Allemagne    | Serbie                                 | 0 - 1                                  | Euro 2024                              | 0 - 1                                  | 13e de la tête                         | 30e                                    |
| 5.                                     | 30 juin 2024                           | Veltins-Arena, Gelsenkirchen, Allemagne    | Slovaquie                              | 2 - 1                                  | Euro 2024                              | 1 - 1                                  | 90+5e du pied droit                    | 33e                                    |
| 6.                                     | 10 octobre 2024                        | Wembley Stadium, Londres, Angleterre       | Grèce                                  | 1 - 2                                  | Ligue des nations 2024-2025            | 1 - 1                                  | 87e du pied droit                      | 37e                                    |

## Palmarès

### Trophées collectifs
| Borussia Dortmund (1) | Real Madrid (5) | Angleterre                                           |
| --- | --- | ---------------------------------------------------- |
| - Coupe d'Allemagne (1) : - Vainqueur : 2021. - Championnat d'Allemagne : - Vice-champion : 2022 et 2023. - Supercoupe d'Allemagne : - Finaliste : 2020 et 2021. | - Ligue des champions (1) : - Vainqueur : 2024. - Supercoupe de l'UEFA (1) : - Vainqueur : 2024. - Championnat d'Espagne (1) : - Champion : 2024. - Vice-champion : 2025 - Supercoupe d'Espagne (1) : - Vainqueur : 2024. - Finaliste : 2025. - Coupe d'Espagne : - Finaliste : 2025. - Coupe intercontinentale de la FIFA (1) : - Vainqueur : 2024. | - Championnat d’Europe : - Finaliste : 2021 et 2024. |

## Distinctions individuelles
La liste ci-dessous regroupe l'ensemble des distinctions individuelles de Jude Bellingham par année civile :

## Vie privée
Jude Bellingham est le frère ainé de Jobe Bellingham, lui aussi footballeur professionnel,.